# Ив Шовен
Ив Шовен (на френски: Yves Chauvin) е френски химик, лауреат на Нобелова награда за химия от 2005 г., заедно с Робърт Гръбс и Ричард Шрок. Работи по дешифрирането на процеса на метатезата.

## Биография
Ив Шовен е роден на 10 октомври 1930 г. в Менен, Белгия във френско семейство. Баща му е електроинженер. През 1954 г. Шовен завършва Висшето училище по химия, физика и електроника в Лион. Започва да работи в химическата промишленост, но е разочарован от нея. През 1960 г. започва да работи за Френския петролен институт в Рюей Малмезон. Там той става почетен директор на изследванията, след като се пенсионира през 1995 г.
Работата на Шовен се фокусира върху метатезата, която включва органични съединения. Чрез нея химиците разрушават двойните връзки по-лесно, като внасят катализатор. Химиците започват да използват метатеза през 1950-те години, без да знаят как точно работи тя. Тази липса на разбиране възпрепятства търсенето за по-ефикасни катализатори.
В началото на 1970-те години Шовен достига пробив, когато описва механизма, чрез който металните атоми, свързани с въглеродни атоми в една група, карат въпросната група да размени места с група атоми в друга молекула и детайлно обяснява метатезата. Той показва, че реакцията включва две двойни връзки. Една от двойните връзки се свързва с две части на органична молекула. Другата двойна връзка се свързва метален катализатор с органична молекула. При метатезата, тези две двойни връзки се комбинират и се разделят, образувайки четири единични връзки. Тези единични връзки образуват пръстен, свързващ металния катализатор, органичната част и две части на органичната молекула. Тогава металният катализатор се откъсва от пръстена, отнасяйки част от органичната молекула.
Описването на метатезата от Шовен кара Робърт Гръбс и Ричард Шрок да разработят катализа, която прави протичането на реакцията по-ефикасно. Работата на тримата химици позволява на производителите да изготвят определени органични съединения, сред които някои пластмаси и лекарства, използвайки по-малко енергия, тъй като нужните налягане и температура на реакцията се понижават, и по-малко вредни и скъпи химикали, довеждайки до по-малко замърсяване от вторични продукти и опасни отпадъци. Именно за разработването на този процес тримата си споделят Нобелова награда за химия през 2005 г. Шовен първоначално се срамува да приеме наградата и казва, че може да я откаже. В крайна сметка, той я приема и скоро след това е избран за член на Френската академия на науките в същата година.
Шовен умира на 27 януари 2015 г. на 84-годишна възраст в Тур, Франция.